# Vorster Mühle
Die Vorster Mühle war eine ehemals an der Nette gelegene Wassermühle in der Gemeinde Wachtendonk mit einem unterschlächtigen Wasserrad.

## Geographie
Die Vorster Mühle hatte ihren Standort an der Nette, Harzbecker Straße/Gortschesweg, im Ortsteil Vorst, in der Gemeinde Wachtendonk Kreis Kleve in Nordrhein-Westfalen. Die Nette hat hier eine Höhe von ca. 34 m über NN.
Die Pflege und Unterhaltung des Gewässers obliegt dem Netteverband, der in Nettetal seinen Sitz hat.

## Geschichte
Bei einer Erbteilung in der Bocholtz-Familie im Jahre 1456 erhielten Katharina von Bocholtz und ihr Ehegatte neben einigen Gütern in Wankum auch die nahegelegene Mühle „op den Vorst“. Dieses ist die erste und einzige Nachricht aus der alten Zeit. Die Getreidemühle mit einem unterschlächtigen Wasserrad wurde nach dem Ersten Weltkrieg, etwa um 1919, geschlossen. Die verfallene Mühle wurde bei der Regulierung der Nette 1937/38 beseitigt.
2017 ließ der Netteverband die kleine Renne (einen rechten Zufluss der Nette) naturnah gestalten.

## Galerie

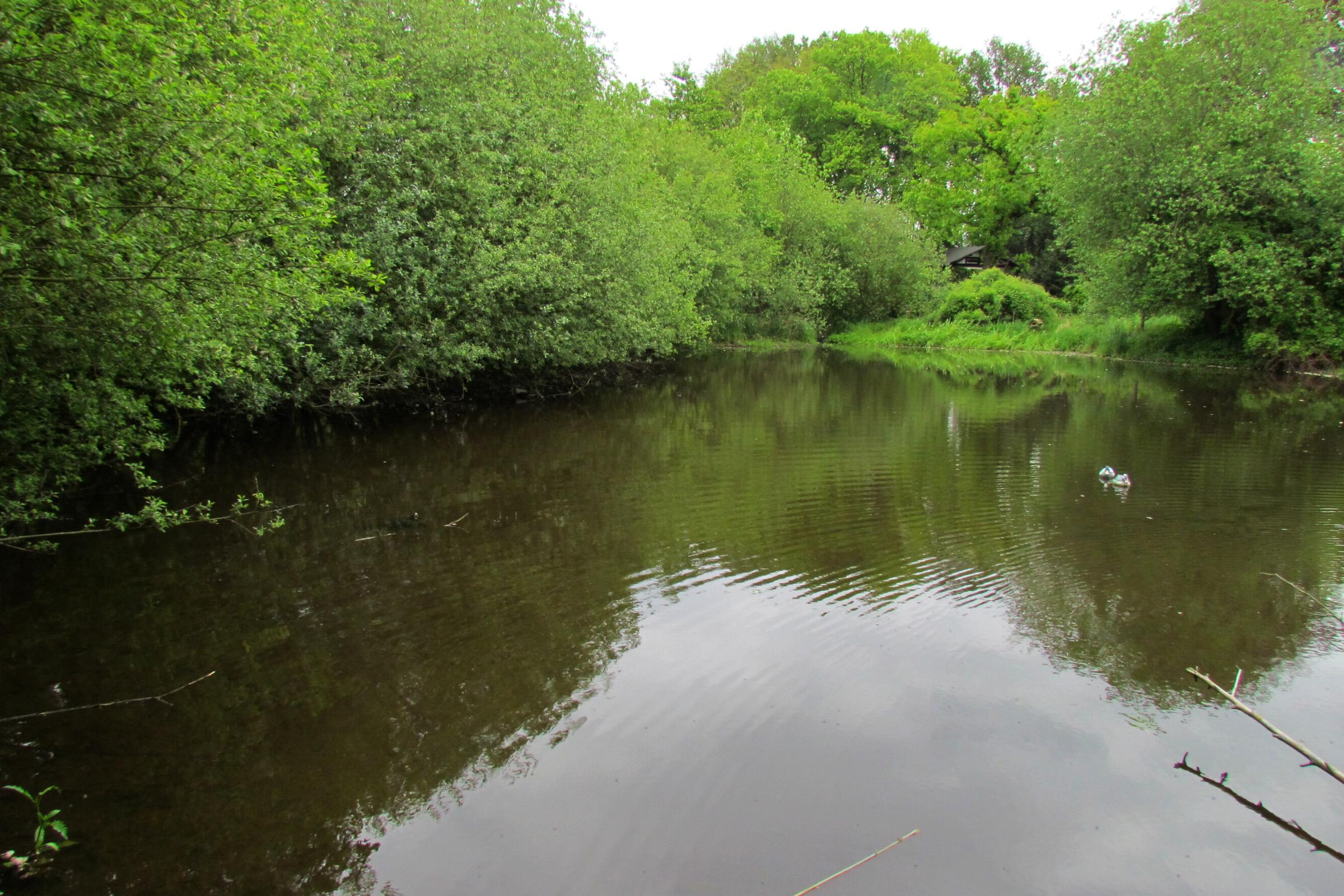
Ehemaliger Mühlenteich
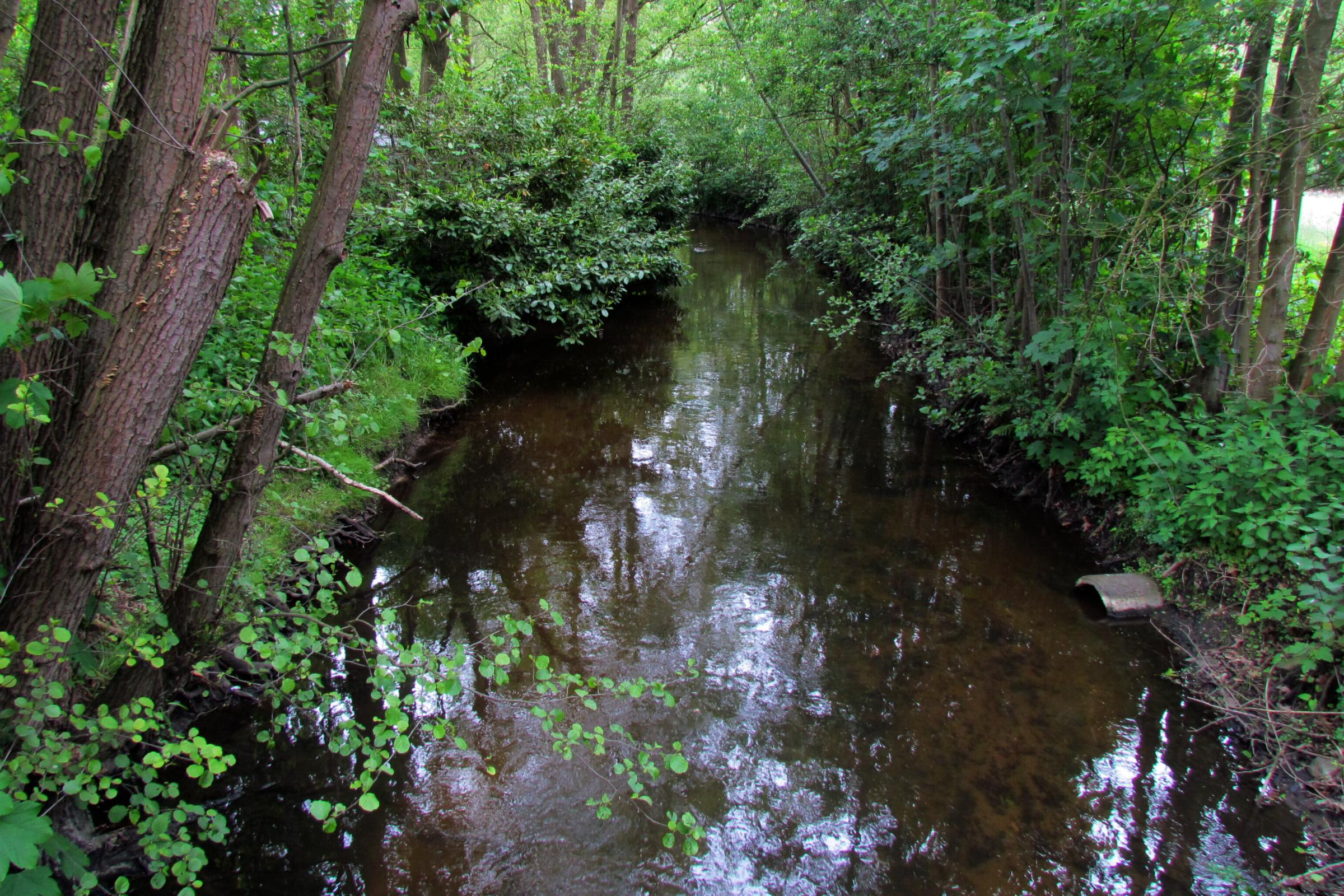
Die Nette an der früheren Vorster Mühle